# Lilian Fernandes
Lilian Fernandes, nome artístico de Adieme Pennacchi (São Paulo, 11 de junho de 1935 – Guarujá, 12 de setembro de 2024), foi uma atriz e vedete brasileira.

## Biografia
Iniciou sua carreira artística no teatro, a princípio por convite de Renata Fronzi, na revista Brasil 3000 no Teatro de Alumínio. Durante anos foi uma das mais proeminentes vedetes do Teatro de revista.
Na televisão destacou-se por suas participações em vários humorísticos, trabalhando com Chico Anysio, Walter D'Ávila, Colé Santana, dentre outros. Trabalhou nas TV Excelsior, TV Tupi, SBT e TV Globo. Em 1973 participou da telenovela O Conde Zebra, fazendo apenas posteriormente uma participação especial em Os Gigantes (1979) e como uma vedete no capítulo final de Belíssima em 2006.
Em cinema, destacou-se nos filmes  Garota Enxuta (1959) e Marido de Mulher Boa (1960). 
Trabalhou com importantes nomes do entretenimento brasileiro como César de Alencar, Castro Barbosa Chacrinha, Zé Trindade, Ankito, Grande Otelo, Procópio Ferreira, Marília Pêra, Geraldo Alves, Ronald Golias, Bibi Ferreira e Dercy Gonçalves.
Foi casada por mais de uma década com o também ator Colé Santana.
Faleceu em sua residência, na cidade de Guarujá, em 12 de setembro de 2024.

## Filmografia

### Cinema
| Ano  | Título                                   | Personagem |
| ---- | ---------------------------------------- | ---------- |
| 1958 | Meruri, O Morro das Arraias              | Índia      |
| 1959 | Garota Enxuta                            | Valquíria  |
| 1959 | Aí Vem os Cadetes                        | —          |
| 1960 | Marido de Mulher Boa                     | Sofia      |
| 1967 | Adorável Trapalhão                       | —          |
| 1967 | Jerry - a grande parada                  | Secretária |
| 1972 | Som, Amor e Curtição                     | Suely      |
| 1972 | Salve-se Quem Puder - Rally da Juventude | Liliana    |
| 1980 | Viúvas Precisam de Consolo               | Gertrudes  |

### Televisão
| Ano       | Título                         | Personagem      | Nota                             |
| --------- | ------------------------------ | --------------- | -------------------------------- |
| 1962      | Teleteatro                     | Estrela         | Episódio: "Garota Fora de Série" |
| 1963-1964 | Times Square                   | Aeromoça alemão | [ 2 ]                            |
| 1964      | Kid Otelo no Rancho da Fartura | Kidnet Lilian   | [ 2 ]                            |
| 1964      | Chico Anysio Show              | —               | [ 2 ]                            |
| 1964      | Dercy Beaucoup                 | —               | [ 2 ]                            |
| 1964      | Papai Colé                     | —               | [ 2 ]                            |
| 1967-1968 | Rio Hit Parade                 | Apresentadora   | [ 2 ]                            |
| 1972      | Balança mas Não Cai            | —               | [ 2 ]                            |
| 1973      | O Conde Zebra                  | —               | [ 7 ]                            |
| 1978      | Chico City                     | —               |                                  |
| 1979      | Os Gigantes                    |                 |                                  |
| 1981      | Alegria 81                     | —               |                                  |
| 1987      | A Praça é Nossa                | Mãe de Miss     | [ 2 ]                            |
| 1991      | Meu Marido                     | Tia Laura       |                                  |
| 1991      | Estados Anysios de Chico City  | Esposa          |                                  |
| 1992      | Deus Nos Acuda                 | —               |                                  |
| 2006      | Belíssima                      | Vedete          | Participação Especial            |

## Teatro
- 1954 - Brasil Três Mil
- 1955 - A Grande Revista
- 1955 - Assim de Mulher
- 1955 - Com Força Total!
- 1955 - Gente Bem e Champanhota
- 1955/1956 - Very Good Carnaval
- 1956 - Banzo-Aiê
- 1956 - É Samba na Maloca
- 1957 - Eu Vou pra Maracangalha
- 1958 - Garotas em Hi-Fi
- 1960/1962 - Todas Elas São Barbadas
- 1962 - Carnaval Naquela Base
- 1964 - Samba, Carnaval Y Mujer
- 1964/1965 - Como Vencer na Vida Sem Fazer Força
- 1966 - Orquídeas Para Cláudia
- 1966 - Frenesi
- 1967 - Deu a Louca em Hollywood
- 1968 - Dois na Gangorra
- 1971 - Cego, Surdo e Mudo, Porém Sensual
- 1971/1972 - Querido, Agora Não
- 1973 - Caiu o Ministério
- 1990 - Três Solteironas Balançando o Rambo